# 馬諾河
馬諾河（法語：Mano）是西非的一条河流，發源於畿內亞高地，流經利比里亞部分地區，最後在塞拉利昂入海:9。
利比里亞和塞拉利昂在1973年成立了馬諾河聯盟。幾內亞於1980年加入，2004年重新啟動為海關和經濟聯盟，科特迪瓦也在2008年加入。